# Odontura aspericauda
Odontura aspericauda är en insektsart som beskrevs av Jules Pièrre Rambur 1838. Odontura aspericauda ingår i släktet Odontura och familjen vårtbitare. Inga underarter finns listade i Catalogue of Life.